# Dědina
Dědina är ett vattendrag i Tjeckien.   Det ligger i regionen Hradec Králové, i den centrala delen av landet, 110 km öster om huvudstaden Prag.